# Päijät-Häme
Päijät-Häme (pełna nazwa: Päijät-Hämeen maakunta) – region Finlandii, położony na południu kraju, na południe od jeziora Päijänne. Do 2010 roku w granicach prowincji Finlandia Południowa. Stolicą regionu jest Lahti.

## Gminy
W skład regionu Päijät-Häme wchodzi 11 gmin (pogrubiono gminy miejskie):
| 1 2 3 4 5 6 7 8 9 10 | 1. Asikkala 2. Hartola 3. Heinola 4. Hollola 5. Hämeenkoski 6. Kärkölä 7. Lahti 8. Orimattila 9. Padasjoki 10. Sysmä |

Dawne gminy:
- Artjärvi – 1 stycznia 2011 włączona do gminy Orimattila[2]
- Heinolan maalaiskunta – włączona w 1997 do miasta Heinola
- Nastola – włączona w 2016 do miasta Lahti